# Azuelo
Azuelo é um município da Espanha
na província e comunidade autónoma de Navarra. Tem 10,50 km² de área e em 2021 tinha 27 habitantes (densidade: 2,6 hab./km²).

## Demografia
| Variação demográfica do município entre 1991 e 2004 | Variação demográfica do município entre 1991 e 2004 | Variação demográfica do município entre 1991 e 2004 | Variação demográfica do município entre 1991 e 2004 |
| --------------------------------------------------- | --------------------------------------------------- | --------------------------------------------------- | --------------------------------------------------- |
| 1991                                                | 1996                                                | 2001                                                | 2004                                                |
| 72                                                  | 63                                                  | 47                                                  | 46                                                  |